# 951
| Calendário gregoriano                                                        | 951 CMLI                                               |
| Ab urbe condita                                                              | 1704                                                   |
| Calendário arménio                                                           | 400 – 401                                              |
| Calendário bahá'í                                                            | -893 – -892                                            |
| Calendário budista                                                           | 1495                                                   |
| Calendário chinês                                                            | 3647 – 3648 Início a 10 de fevereiro (aproximadamente) |
| Calendário copta                                                             | 667 – 668                                              |
| Calendário etíope                                                            | 943 – 944                                              |
| Calendários hindus - Vikram Samvat - Calendário nacional indiano - Cáli Iuga | 1006 – 1007 872 – 873 4051 – 4052                      |
| Calendário Holoceno                                                          | 10951                                                  |
| Calendário islâmico                                                          | 339 – 340                                              |
| Calendário judaico                                                           | 4711 – 4712                                            |
| Calendário persa                                                             | 329 – 330                                              |
| Calendário rúnico                                                            | 1201                                                   |
| Calendário solar tailandês                                                   | 1494                                                   |

951  (CMLI, na numeração romana) foi um ano  comum, do século X do Calendário  Juliano, da Era de Cristo, teve início a uma  quarta-feira, terminou também a uma quarta-feira, e a sua letra dominical foi E (52 semanas).
No território que viria a ser  o reino de Portugal estava em vigor a Era de César que já contava  989 anos.
| Ano completo                        |
| ----------------------------------- |
| Ano comum com início à quarta-feira |

## Eventos
- O rei Ordonho III de Leão é coroado Rei de Leão.

## Mortes
- Ramiro II de Leão, nasceu em 931.
- Diogo Muñoz de Saldanha n. 910, Rico-homem e primeiro Conde de Saldaña.